# Interstate 88 (ouest)
Pour les articles homonymes, voir Interstate 88.
L'Interstate 88 (I-88) est une autoroute de l'Illinois qui va d'un échangeur avec l'I-80 près de Silvis et de Moline à un échangeur avec l'I-290 et l'I-294 à Hillside, près de Chicago. L'I-88 parcourt 140,60 miles (226,27 km). Cette route n'est pas contigüe avec l'autre I-88 dans l'État de New York. Depuis 2010, la majorité de l'I-88 fait partie de la Chicago–Kansas City Expressway. L'autoroute passe par les villes d'Aurora, de Naperville, de DeKalb et de Dixon. À l'est de Rock Falls, l'autoroute est une route à péage.

## Description du tracé

### East Moline à Rock Falls
Débutant à l'échangeur avec l'I-80, la IL 5 se termine et la IL 92 continue vers l'est. L'I-88 débute à cet échangeur pour se diriger vers l'est. L'autoroute forme un multiplex avec la IL 92 en début de parcours. C'est près de Joslin que la IL 92 quitte le tracé de l'I-88. Aux alentours de Rock Falls, l'I-88 rencontre la US 30.

### Rock Falls à Aurora
Au-delà de l'échangeur avec la US 30, l'I-88 / IL 110 devient une autoroute à péage. L'autoroute croisera son premier poste de péage principal un peu plus loin, après avoir passé au-dessus de la US 52, sans échangeur avec celle-ci. L'autoroute poursuivra, sans sorties, jusqu'à Rochelle. Là, elle croisera la IL 251 ainsi que l'I-39 / US 51. Environ à mi-chemin entre Rochelle et DeKalb, l'I-88 croise un second poste de péage principal. L'autoroute a deux sorties à péage vers cette ville. Après DeKalb, l'I-88 s'oriente vers le sud-est en direction d'Aurora.

### Aurora à Hillside
L'autoroute arrive à Aurora et traverse la Fox River. C'est après avoir franchi la rivière que l'I-88 arrive à un troisième poste de péage principal. L'autoroute progresse dans les banlieues ouest de Chicago que sont Aurora, Naperville et Lisle. L'autoroute rencontre l'I-355. Elle la longe, sans former de multiplex avec celle-ci. L'I-88 finit par bifurquer au nord-est et rencontre l'I-294. Elle se termine un peu plus loin à l'intersection avec l'I-290 à Hillside. L'I-290 permet, ultimement, d'atteindre le centre-ville de Chicago.

## Liste des sorties
| Interstate 88                                                           |                  |        |        |                                               |                                                                                                 | |
| Comté                                                                   | Municipalité     | mi     | km     | Sortie                                        | Intersections / Destinations                                                                    | Notes |
| Rock Island                                                             | Hampton Township | 0,00   | 0,00   |                                               | IL 5 (en) ouest / IL 92 (en) ouest – Moline, Rock Island                                        | Continue au-delà du terminus; terminus ouest du multiplex avec IL 92                                                                       |
| Rock Island                                                             | East Moline      | 0,00   | 0,00   | 1A-B                                          | I-80 / IL 110 (CKC) (en) sud vers I-74 – Des Moines, Peoria                                     | Indiqué sortie 1A (est) et 1B (ouest); terminus ouest du multiplex avec IL 110; sortie 4B de l'I-80                                        |
| Rock Island                                                             | East Moline      | 0,75   | 1,21   | 1C                                            | Old IL 2                                                                                        | |
| Rock Island                                                             | Joslin           | 5,69   | 9,16   | 6                                             | IL 92 (en) est – Joslin                                                                         | Terminus est du multiplex avec IL 92 |
| Rock Island                                                             | Hillsdale        | 10,26  | 16,51  | 10                                            | Hillsdale, Port Byron                                                                           | |
| Whiteside                                                               | Erie             | 18,44  | 29,68  | 18                                            | Erie, Albany                                                                                    | |
| Whiteside                                                               | Lyndon           | 25,70  | 41,36  | 26                                            | IL 78 (en) – Morrison, Prophetstown                                                             | |
| Whiteside                                                               | Rock Falls       | 36,16  | 58,19  | 36                                            | Vers US 30 – Clinton, Rock Falls, Sterling                                                      | |
| Whiteside                                                               | Rock Falls       | 41,11  | 66,16  | 41                                            | IL 40 (en) – Rock Falls, Sterling                                                               | |
| Whiteside                                                               | Rock Falls       | 43,98  | 70,78  | 44                                            | US 30 – Joliet, Rock Falls                                                                      | Terminus est de la Ronald Reagan Memorial Highway; terminus ouest de la Ronald Reagan Memorial Tollway                                     |
| Lee                                                                     | Dixon            | 54,12  | 87,10  | 54                                            | IL 26 (en) – Dixon                                                                              | |
| Lee                                                                     | Dixon            | 56,15  | 90,36  | Poste de péage de Dixon                       | Poste de péage de Dixon                                                                         | Poste de péage de Dixon |
| Ogle                                                                    | Rochelle         | 75,87  | 122,10 | 76                                            | IL 251 (en) – Rochelle, Mendota                                                                 | |
| Ogle                                                                    | Rochelle         | 78,33  | 126,06 | 78                                            | I-39 / US 51 – Bloomington, Normal, Rockford                                                    | Indiqué sortie 78A (sud) et 78B (nord); sortie 97 de l'I-39                                                                                |
| DeKalb                                                                  | DeKalb           | 86,25  | 138,81 | Poste de péage de DeKalb                      | Poste de péage de DeKalb                                                                        | Poste de péage de DeKalb |
| DeKalb                                                                  | DeKalb           | 91,12  | 146,64 | 91                                            | Annie Gliden Road vers IL 38 (en) / IL 23 (en) – DeKalb                                         | Péage sortie direction ouest et entrée direction est                                                                                       |
| DeKalb                                                                  | DeKalb           | 93,25  | 150,07 | Oasis de DeKalb                               | Oasis de DeKalb                                                                                 | Oasis de DeKalb |
| DeKalb                                                                  | DeKalb           | 93,73  | 150,84 | 94                                            | Peace Road vers IL 38 (en)                                                                      | Péage sortie direction ouest et entrée direction est                                                                                       |
| Kane                                                                    | Sugar Grove      | 108,97 | 175,37 | 109                                           | IL 47 (en)                                                                                      | Péage sortie direction ouest et entrée direction est                                                                                       |
| Kane                                                                    | Aurora           | 113,00 | 181,86 | 113                                           | IL 56 (en) ouest vers US 30 – Sugar Grove                                                       | Terminus ouest du multiplex avec IL 56; sortie direction ouest et entrée direction est                                                     |
| Kane                                                                    | Aurora           | 114,06 | 183,56 | 114                                           | CR 83 (Orchard Road)                                                                            | Péage sortie direction est et entrée direction ouest                                                                                       |
| Kane                                                                    | North Aurora     | 116,52 | 187,52 | 117                                           | IL 31 (en) / IL 56 (en) est                                                                     | Terminus est du multiplex avec IL 56; péage sortie direction est et entrée direction ouest                                                 |
| Kane                                                                    | Aurora           | 117,48 | 189,07 | Poste de péage d'Aurora                       | Poste de péage d'Aurora                                                                         | Poste de péage d'Aurora |
| Kane                                                                    | Aurora           | 118,88 | 191,32 | 119                                           | Farnsworth Avenue                                                                               | Indiqué sortie 119A (sud) et 119B (nord) en direction ouest; péage sortie direction ouest et entrée direction est                          |
| DuPage                                                                  | Aurora           | 120,67 | 194,20 | 121                                           | Vers CR 14 (Eola Road)                                                                          | Péage sortie direction ouest et entrée direction est                                                                                       |
| DuPage                                                                  | Naperville       | 122,93 | 197,84 | 123                                           | IL 59 (en)                                                                                      | |
| DuPage                                                                  | Warrenville      | 124,81 | 200,86 | 125                                           | CR 13 (Winfield Road)                                                                           | Péage sortie direction est et entrée direction ouest                                                                                       |
| DuPage                                                                  | Naperville       | 127,01 | 204,40 | 127                                           | Vers CR 23 (Naperville Road)                                                                    | Péage sortie direction est et entrée direction ouest                                                                                       |
| DuPage                                                                  | Lisle            | 129,63 | 208,62 | 130                                           | IL 53 (en) (Lincoln Avenue)                                                                     | Sortie direction ouest, entrée direction est                                                                                               |
| DuPage                                                                  | Downers Grove    | 130,94 | 210,73 | 131                                           | I-355 Toll (Veterans Memorial Tollway) vers US 34 (Ogden Avenue) – Joliet, Banlieues nord-ouest | Indiqué sortie 131A (sud) et 131B (nord) en direction ouest; indiqué sortie 131 (sud) et 132 (nord) en direction est; sortie 20 de l'I-355 |
| DuPage                                                                  | Downers Grove    | 133,88 | 215,46 | 134                                           | CR 9 (Highland Avenue)                                                                          | Péage sortie direction est et entrée direction ouest                                                                                       |
| DuPage                                                                  | Oak Brook        | 134,62 | 216,65 | Poste de péage de Meyers Road (direction est) | Poste de péage de Meyers Road (direction est)                                                   | Poste de péage de Meyers Road (direction est)                                                                                              |
| DuPage                                                                  | Oak Brook        | 136,02 | 218,90 | 136                                           | CR 15 (Midwest Road)                                                                            | Sortie et entrée en direction est; péage entrée direction est                                                                              |
| DuPage                                                                  | Oak Brook        | 136,77 | 220,11 | 137                                           | IL 83 (en) sud (Kingery Highway)                                                                | Sortie direction ouest, entrée direction est; péage entrée direction est                                                                   |
| DuPage                                                                  | Oak Brook        | 137,29 | 220,95 | 138                                           | 22nd Street (Cermak Road) vers IL 83 (en) nord (Kingery Highway)                                | Sortie et entrée en direction ouest; péage entrée direction ouest                                                                          |
| DuPage                                                                  | Oak Brook        | 137,73 | 221,65 | Poste de péage de York Road (direction ouest) | Poste de péage de York Road (direction ouest)                                                   | Poste de péage de York Road (direction ouest)                                                                                              |
| DuPage                                                                  | Oak Brook        | 138,27 | 222,52 | 138                                           | I-294 Toll sud (Tri-State Tollway) vers York Road – Indiana                                     | Sortie direction est, entrée direction ouest; sortie 29 de l'I-294                                                                         |
| Cook                                                                    | Hillside         | 139,64 | 224,73 | 139                                           | I-294 Toll nord (Tri-State Tollway) – Milwaukee, O'Hare I-290 ouest – Rockford                  | Sortie direction est, entrée direction ouest; sortie 31A de l'I-294                                                                        |
| Cook                                                                    | Hillside         | 139,64 | 224,73 | —                                             | I-294 Toll sud (Tri-State Tollway) – Indiana IL 38 (en) ouest (Roosevelt Road)                  | Sortie direction ouest, entrée direction est                                                                                               |
| Cook                                                                    | Hillside         | 140,15 | 225,55 | —                                             | I-290 est (Eisenhower Expressway) vers US 12 / US 20 / US 45 (Mannheim Road) – Chicago          | Sortie direction est seulement; tous les camions doivent sortir sur une voie locale                                                        |
| Cook                                                                    | Hillside         | 140,15 | 225,55 |                                               | I-290 est / IL 110 (CKC) (en) est (Eisenhower Expressway) – Chicago                             | Terminus est du multiplex avec IL 110; terminus est de la Ronald Reagan Tollway; sortie 15A de l'I-290                                     |
| - Terminus de multiplex - Péage - Accès incomplet - Transition de route |                  |        |        |                                               |                                                                                                 | |